# روژریو رومرو
روژریو رومرو (به پرتغالی: Rogério Romero) (زادهٔ ۲۲ نوامبر ۱۹۶۹) شناگر اهل برزیل است.